# Detective Lloyd
Detective Lloyd, também conhecido como Lloyd of the C.I.D. e In the Hands of the Hinfu, é um seriado estadunidense de 1932, gênero aventura, dirigido por Ray Taylor e Henry MacRae, em 12 capítulos, estrelado por Jack Lloyd e Muriel Angelus. O seriado foi uma coprodução entre a Universal Pictures e a britânica General Films, foi filmado no Reino Unido com atores britânicos e estadunidenses. Veiculou nos cinemas estadunidenses a partir de 4 de janeiro de 1932, e atualmente é considerado perdido.
Algum material deste seriado foi editado dentro do filme The Green Spot Mystery (1932).

## Sinopse
Lord Randall Hale possui um amuleto sagrado que outrora adornava o braço do Faraó-menino Tutancâmon. No Egito, os sacerdotes zelosos e cruéis do Templo de Amenófis II o querem de volta, e os sacerdotes Abdul, Salam e Fouji vão para a Inglaterra para obtê-lo. Enquanto isso, uma gangue internacional de bandidos, liderados por Giles Wade, também conhecido como”The Panther”, também quer levar a joia real do Senhor Hale, e muitos tipos variados começam a frequentar a área, incluindo um fantasma. A sobrinha de Hale, do Canadá, Diana Brooks, também aparece, e um sobrinho, Chester Dunn.

## Elenco
- Jack Lloyd  ... Inspetor Lloyd, da C.I.D.
- Wallace Geoffrey  ... Giles Wade, “The Panther”
- Muriel Angelus  ... Sybil Craig
- Lewis Dayton  ... Randall Hale
- Janice Adair  ... Diana Brooks
- Tracy Holmes  ... Chester Dunn
- Emily Fitzroy  ... Fantasma maior
- Humberston Wright  ... Lodgekeeper
- Gibb McLaughlin  ... Abdul, egípcio
- Earle Stanley  ... Salam
- Cecil Musk  ... Fouji
- John Turnbull  ... Barclay
- Clifford Buckton  ... Sherwood

## Capítulos
1. The Green Spot Murder
2. The Panther Strikes
3. The Trap Springs
4. Tracked by Wireless
5. The Death Ray
6. The Poison Dart
7. The Race with Death
8. The Panther's lair
9. Imprisoned in the North Tower
10. The Panther's Cunning
11. The Panther at Bay
12. Heroes of the Law

Fonte: